# Porte des Morts

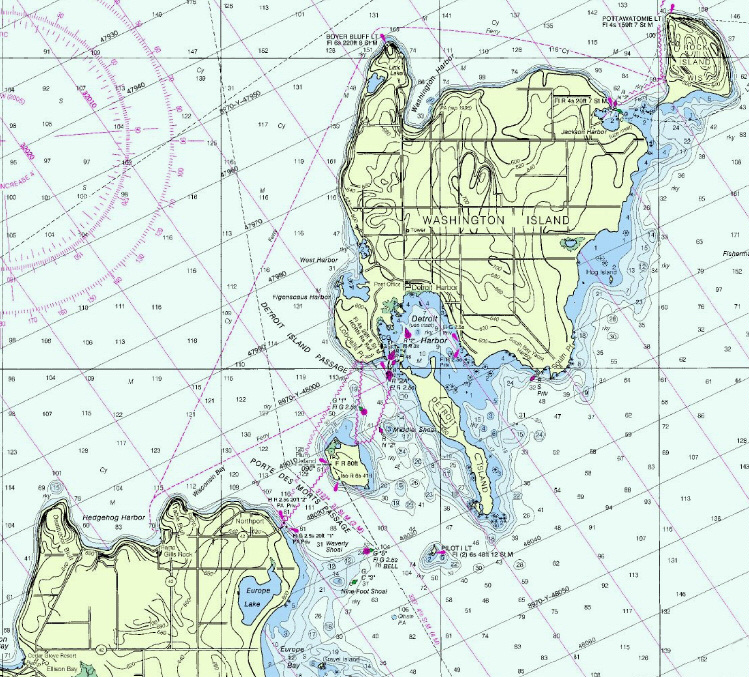
Lo stretto Porte des Morts nella NOAA Chart #14909

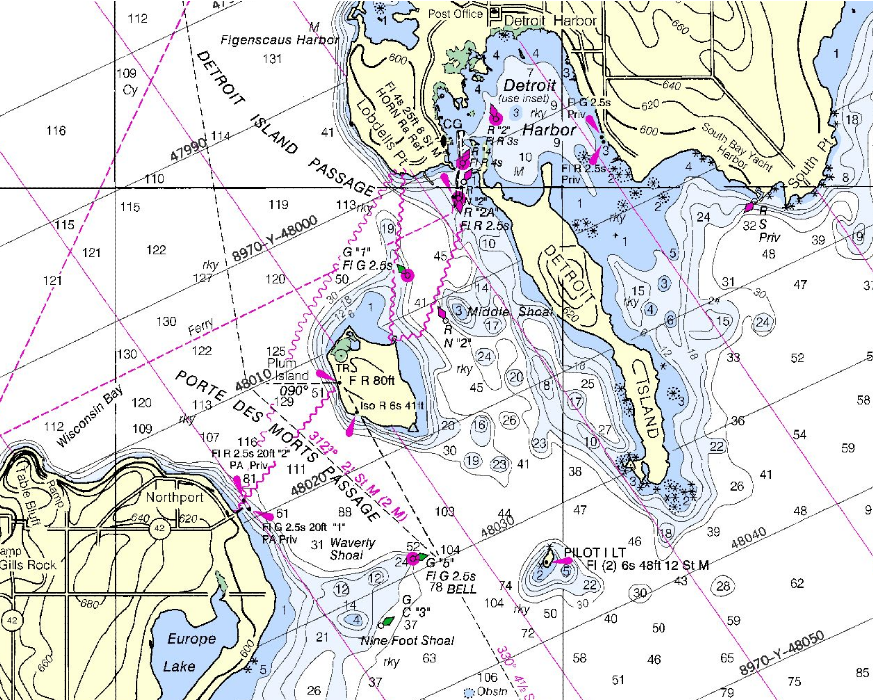
Dettaglio della cartina NOAA Chart #14909

La Porte des Morts (in francese porta dei morti), chiamata in inglese Door of Death o Death's Door (porta della morte), è uno stretto degli Stati Uniti che collega il Lago Michigan e la baia di Green Bay, situato tra la punta settentrionale della penisola della Contea di Door (nel Wisconsin) e un gruppo di isole storicamente conosciute come Isole Potawatomi e l'isola Washington Island.

## Etimologia
Secondo la tradizione raccontata dai Nativi americani ai pescatori della zona negli anni attorno al 1840 e riportata poi dal capitano Brink, un ingegnere governativo che faceva esplorazioni in quell'area nel 1834, e da Hjalmar R. Holand nella sua storia in due volumi della Contea di Door, il sinistro nome farebbe riferimento a una leggendaria battaglia avvenuta tra le tribù dei Winnebago e dei Potawatomi, che causò la morte di oltre seicento guerrieri di entrambe le tribù, periti in parte durante lo scontro diretto nei pressi di una ripida scogliera, e in parte annegati in seguito al naufragio delle canoe causato da un'improvvisa tempesta caratterizzata da forti venti che rovesciarono le imbarcazioni.